# Роско (Пенсільванія)
Роско (англ. Roscoe) — місто (англ. borough) в США, в окрузі Вашингтон штату Пенсільванія. Населення — 720 осіб (2020).

## Географія
Роско розташоване за координатами 40°4′42″ пн. ш. 79°51′50″ зх. д. / 40.07833° пн. ш. 79.86389° зх. д. (40.078203, -79.863966).  За даними Бюро перепису населення США в 2010 році місто мало площу 0,63 км², з яких 0,46 км² — суходіл та 0,17 км² — водойми.

## Демографія
Згідно з переписом 2010 року, у селищі мешкало 812 осіб у 360 домогосподарствах у складі 228 родин. Густота населення становила 1284 особи/км².  Було 398 помешкань (630/км²).
Расовий склад населення:
| - 96,6 % — білих - 1,0 % — чорних або афроамериканців - 0,2 % — корінних американців |

До двох чи більше рас належало 1,8 %. Частка іспаномовних становила 0,6 % від усіх жителів.
За віковим діапазоном населення розподілялося таким чином: 17,6 % — особи молодші 18 років, 59,2 % — особи у віці 18—64 років, 23,2 % — особи у віці 65 років та старші. Медіана віку мешканця становила 47,0 року. На 100 осіб жіночої статі у селищі припадало 83,3 чоловіків;  на 100 жінок у віці від 18 років та старших — 81,3 чоловіків також старших 18 років.
Середній дохід на одне домашнє господарство  становив 51 404 долари США (медіана — 47 132), а середній дохід на одну сім'ю — 57 319 доларів (медіана — 55 250). За межею бідності перебувало 13,7 % осіб, у тому числі 28,2 % дітей у віці до 18 років та 1,9 % осіб у віці 65 років та старших.
Цивільне працевлаштоване населення становило 341 особа. Основні галузі зайнятості: освіта, охорона здоров'я та соціальна допомога — 27,9 %, роздрібна торгівля — 15,2 %, мистецтво, розваги та відпочинок — 14,1 %.